# Шнајцлројт
Шнајцлројт (њем. Schneizlreuth) општина је у њемачкој савезној држави Баварска. Једно је од 15 општинских средишта округа Берхтесгаденер Ланд. Према процјени из 2010. у општини је живјело 1.423 становника. Посједује регионалну шифру (AGS) 9172131.

## Географски и демографски подаци
Шнајцлројт се налази у савезној држави Баварска у округу Берхтесгаденер Ланд. Општина се налази на надморској висини од 511 метара. Површина општине износи 97,6 km². У самом мјесту је, према процјени из 2010. године, живјело 1.423 становника. Просјечна густина становништва износи 15 становника/km².